# Bijbelgordel

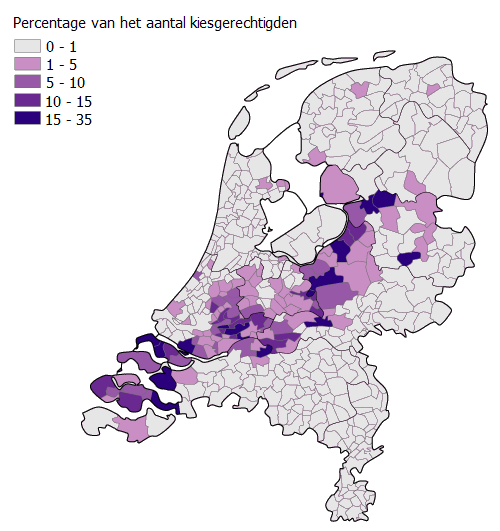
Ceinture de communes néerlandaises dans lesquelles le Parti politique réformé, parti chrétien traditionaliste, obtient ses meilleurs résultats aux élections législatives de 2010, en corrélation avec la Bijbelgordel.

La Bijbelgordel (littéralement « la ceinture de la Bible » en néerlandais) est une expression pour désigner la zone géographique des Pays-Bas, allant de l'ouest de l'Overijssel vers la Zélande, dans laquelle habitent un nombre significatif de protestants conservateurs. Elle se réfère à la Bible Belt américaine,  qui désigne un espace sociologique semblable aux États-Unis. Cette zone a également pour particularité de connaître un faible taux de vaccination,.

## Situation géographique
L'indicateur qui permet le mieux de situer la Bijbelgordel est le vote pour le Parti politique réformé, parti chrétien protestant traditionaliste. Au sein de cette ceinture, l'Union chrétienne enregistre également des scores significatifs.
La Bijbelgordel parcourt le pays en diagonale et couvre globalement une région qui part des îles de la Zélande et celle de Goeree-Overflakkee, en passant par les provinces de Hollande-Septentrionale, du Brabant-Septentrional, d'Utrecht et de Gueldre (plus précisément dans la vallée de Gueldre, puis par la vallée de la Veluwe, et qui s'achève dans l'Overijssel). 
Les villes ayant une forte population calviniste se situent dans cette ceinture, comme Staphorst, Genemuiden, Elspeet, Uddel, Barneveld, Scherpenzeel, Ederveen, Ede, Veenendaal, Opheusden, Geldermalsen, Nieuw-Lekkerland, Hardinxveld-Giessendam, Werkendam, Wijk en Aalburg, Sprang-Capelle, Ouddorp, Middelharnis, Sint Philipsland, Scherpenisse, Stavenisse, Kruiningen, Krabbendijke, Yerseke, 's-Gravenpolder, Borssele, Arnemuiden, Meliskerke et Aagtekerke. En dehors de cette ceinture, les villes de Rijssen, Damwâld et ses alentours, ainsi que les communes de Urk et de Katwijk aan Zee ont une population protestante calviniste significative.
La particularité de la Bijbelgordel est que deux communes proches peuvent pourtant avoir une sociologie radicalement différence. Ainsi, le village d'Opheusden, lieu clé de cette ceinture, est situé non loin de la commune de Dodewaard qui, elle, ne répond pas du tout aux mêmes caractéristiques. Aux élections législatives de 2010, le bureau de vote de Rhenen a comptabilisé environ 6 % de suffrages exprimés en faveur du Parti politique réformé, contre 46 % pour le village voisin d'Achterberg.
Le taux de fécondité dans cette région est le plus élevé des Pays-Bas. En 2012, le taux de fécondité s'élève à 2,85 enfants par femme à Urk et à 2,55 à Staphorst,.